# Томас Хъф
Томас Елмър Хъф (на английски: Thomas Elmer Huff) е американски писател на бестселъри в жанра романс. Пише под имената T. E. Хъф и Том Е. Хъф, и под дамските псевдоними Едуина Марлоу (на английски: Edwina Marlow), Беатрис Паркър (на английски: Beatrice Parker), Катрин Сейнт Клер (на английски: Katherine St. Clair), и Дженифър Уайлд (на английски: Jennifer Wilde).

## Биография и творчество
Томас Хъф е роден на 8 януари 1938 г. в Тарант, Тексас, САЩ. Учи в политехническа гимназия и завършва колежа „Уеслин“ в Тексас през 1960 г. Работи няколко години като учител по английски език в гимназия „R.L.Paschal“ преди да се посвети на писателската си кариера.
Започва да пише готическа романтика в средата на 60-те години. Първият му романс „The Master of Phoenix Hall“ излиза през 1968 г. под псевдонима Едуина Марлоу. Пише още романси под различни дамски псевдоними. През 1976 г. започва да пише исторически романси и приема псевдонима Дженифър Уайлд, с който е популярен. С него е издаван и в България.
Романсът му „Сладкият бяс на любовта“ от поредицата „Мариета Денвър“ става бестселър и има над 40 издания в първите 5 години с продадени над 2,5 екземпляра. Историческите му романси са характерни с това, че са написани в първо лице от името на героинята.
Писателят е удостоен през 1987-1988 г. с награда за цялостно творчество от списание „Romantic Times“.
Томас Хъф остава ерген и живее при майка си Беатрис. Умира от масивен инфаркт на 16 януари 1990 г. във Форт Уърт, Тексас, САЩ.

## Произведения

### Като Едуина Марлоу

#### Самостоятелни романи
- The Master of Phoenix Hall (1968)
- Falconridge (1969)
- When Emmalyn Remembers (1970)
- Господарката на Лайън Хаус, The Lady of Lyon House (1970)
- Danger At Dahlkari (1975)
- Midnight At Mallyncourt (1975)

### Като Беатрис Паркър

#### Самостоятелни романи
- Come to Castlemoor (1970)
- Коварство, Betrayal At Blackcrest (1971)
- Stranger By the Lake (1971)
- Wherever Lynn Goes (1975)
- Jamintha (1975)

### Като T. E. Хъф и Том Е. Хъф

#### Самостоятелни романи
- Nine Bucks Row (1973) – издаден и като „Susannah, Beware“
- Meet a Dark Stranger (1974) – издаден и като „Whisper in the Darkness“
- Marabelle (1980)

### Като Катрин Сейнт Клер

#### Самостоятелни романи
- Room Beneath the Stairs (1975)

### Като Дженифър Уайлд

#### Самостоятелни романи
- Susannah, Beware (1973) – издаден и като „Nine Buck's Row“
- Whisper in the Darkness (1974) – издаден и като „Meet a Dark Stranger“
- Dare to Love (1978)
- Непокорната Миранда, Once More, Miranda (1983)
- Angel in Scarlet (1986)
- Пантофката, The Slipper (1987)
- Покер на сърцата, They Call Her Dana (1989)

#### Серия „Мариета Денвър“ (Marietta Danver Trilogy)
1. Сладкият бяс на любовта, Loves Tender Fury (1976)
2. Обичай ме, Мариета, Love Me, Marietta (1981)
3. When Love Commands (1984)